# Walzenbrecher

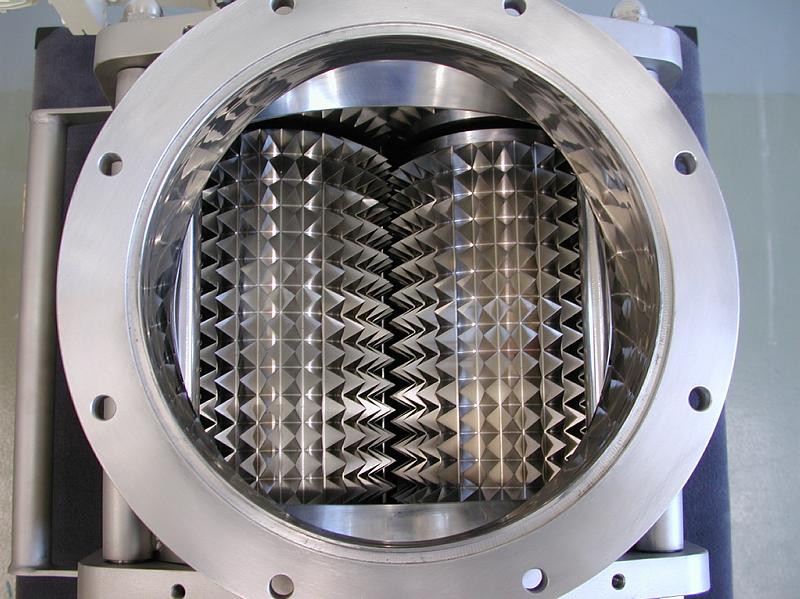
Blick in einen Zweiwalzenbrecher mit Profilwalzen

Walzenbrecher sind Zerkleinerungsmaschinen, die mindestens eine angetriebene Glatt- oder Profilwalze haben und das zugeführte Material nach dem Einzug damit zerkleinern. Sie eignen sich für das Fein- und Grobbrechen von weichem, mittelhartem und hartem Gestein sowie Abfällen und spielen damit eine wichtige Rolle in der mechanischen Verfahrenstechnik. Walzenbrecher erlauben das Herunterbrechen auf bis zu 1 mm Korngröße. Eine noch feinere Zerkleinerung erfordert den Einsatz eines Mahlwerkes.

## Aufbau und Bestandteile
Grundsätzlich ist zwischen Einwalzenbrechern und Zweiwalzenbrechern zu unterscheiden. Einwalzenbrecher bestehen aus einer Brechwalze und einer Brechbacke (auch Brechschwinge genannt). Das Aufgabegut fällt in den Spalt zwischen der von einem Motor angetriebenen Walze und der Brechbacke und wird dort zerkleinert. Zweiwalzenbrecher dagegen haben zwei nebeneinander angeordnete Brechwalzen. Die Zerkleinerung des Aufgabegutes erfolgt im Spalt zwischen den sich gegenläufig drehenden Walzen.

Einwalzenbrecher
Zweiwalzenbrecher

Die Spaltweite kann durch Verschieben einer Walze oder der Brechbacke eingestellt und so der Zerkleinerungsgrad gesteuert werden. Als Überlastungsschutz ist eine Walze (sogenannte Loswalze) oder die Brechbacke zudem federnd gelagert.
Die Brechwalzen können entweder als Glattwalzen oder als Profilwalzen ausgeführt sein. Glattwalzen haben eine ebene Walzenoberfläche. Bei Profilwalzen dagegen ist die Walzenoberfläche mit Riffeln, Zähnen, Flügeln, Stacheln oder Nocken besetzt.

## Wirkprinzip
Bei Walzenbrechern mit einer oder zwei Glattwalzen erfolgt die Zerkleinerung durch Druck. Ist die Umfangsgeschwindigkeit der Walzen bei einem Zweiwalzenbrecher unterschiedlich, so wirken auch Scherkräfte auf das Aufgabegut. Schnell drehende Glattwalzen erzeugen auch eine gewisse Schlagbeanspruchung. Profilwalzen üben neben Druck auch noch eine Biege-, Scher- und Schneidbeanspruchung auf das Aufgabegut aus.

## Einsatz
Walzenbrecher mit glattem oder geriffeltem Walzenmantel eignen sich besonders für das Brechen von weichem, mittelhartem und hartem Aufgabegut. Damit lässt sich ein Zerkleinerungsgrad von 3 bis 4 erreichen. Bei grobem Aufgabegut beträgt die Umfangsgeschwindigkeit der Walzen höchstens 5 m/s. Feineres Material kann mit Geschwindigkeiten bis zu 20 m/s verarbeitet werden.
Profilwalzenbrecher eignen sich dagegen besser für das Brechen von weichem und mittelhartem Aufgabegut. Hier lässt sich ein Zerkleinerungsgrad von bis zu 12 erzielen. Die Umfangsgeschwindigkeit liegt zwischen 2 und 12 m/s.
Klebriges und feuchtes Aufgabegut kann sowohl bei Glattwalzenbrechern als auch bei Profilwalzenbrechern gut zerkleinert werden. Sehr hartes oder abrasives Aufgabegut lässt sich zwar auch verarbeiten, der Walzenverschleiß erhöht sich jedoch dabei erheblich.
Wichtig für die Bewertung der Leistungsfähigkeit eines Walzenbrechers ist der Durchsatz. Dieser wird häufig in Tonnen pro Stunde angegeben. Der Durchsatz ist abhängig von der Umfangsgeschwindigkeit, der Walzenbreite, der Spaltbreite, der Dichte des Aufgabegutes sowie dem Auflockerungsfaktor im Spalt.

## Vor- und Nachteile
Walzenbrecher weisen verschiedene Vorteile gegenüber anderen Brechern auf. Dazu zählen der vergleichsweise geringe spezifische Arbeits- und Leistungsbedarf sowie ein günstiger spezifischer Durchsatz. Zudem ist die Walzenkonstruktion aufgrund der Abfederung insgesamt relativ unempfindlich. Die Spaltweitenverstellung und damit die Anpassung der maximalen Fertiggut-Korngröße ist leicht möglich. Der Walzenbrecher zeigt zudem eine gute Anpassungsfähigkeit an unterschiedliche Betriebsverhältnisse und funktioniert auch bei schmierigem, plastischem, feuchtem und klebrigem Aufgabegut. Die selbsttätige Reinigung der Walzen sowie die unkomplizierte Instandhaltung und Instandsetzung sind weitere positive Merkmale.
Allerdings gibt es auch einige Nachteile. So ist der Zerkleinerungsgrad von Walzenbrechern im Vergleich zu anderen Zerkleinerungsmaschinen geringer. Dieser Nachteil kann durch den Einsatz mehrerer nacheinander geschalteter Walzenpaare etwas verbessert werden. Je nach Härte des Aufgabeguts kann zudem ein erhöhter Verschleiß an den Walzen auftreten. Und bei plattenförmigem Aufgabegut besteht insbesondere bei Glattmantelwalzen das Risiko, dass dieses unzerkleinert durch den Spalt rutscht.